# Hyperolius argus
Hyperolius argus és una espècie de granota de la família Hyperoliidae. Viu a l'Àfrica. Aquesta espècie de la part oriental del continent africà va des de l'extrem sud de Somàlia, al sud a través de Kenya, Tanzània i Moçambic a KwaZulu-Natal, a l'est de Sud-àfrica, ia l'interior del sud de Malawi i l'extrem sud-est de Zimbabwe. Així viu en els països de Kenya, Malawi, Moçambic, Somàlia, Sud-àfrica, Tanzània i Zimbabwe. És una espècie de baixa altitud, es presenta fins als 300 m snm a Sud-àfrica. Es tracta d'una espècie terrestre i d'aigua dolça. El seu hàbitat natural són prop de l'aigua en baixa elevació densa, sabana humida i pastures. Es reprodueix en zones de poca profunditat, vleis i pantans, amb vegetació emergent flotant i, en general, encara que no sempre, prefereixen l'aigua temporal. En general no es veu amenaçada la supervivència d'aquesta espècie, però es veu afectada per l'expansió urbana, la intensificació agrícola i la introducció dels greus al sud de la seva àrea de distribució. A vegades es troba en el comerç internacional de mascotes, però a nivells que no constitueixen actualment una amenaça important.

## Galeria

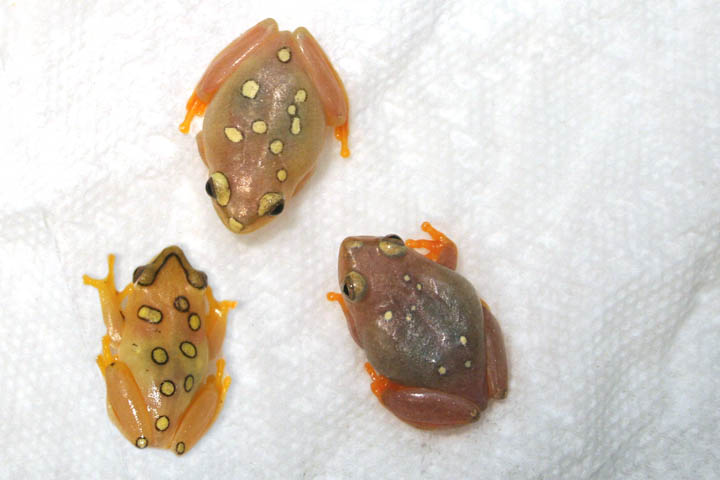
Femelles de diferents patrons
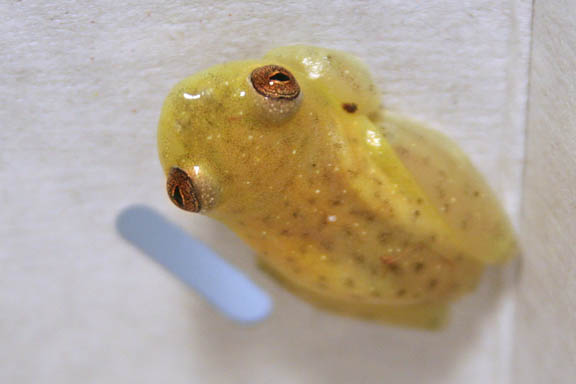
Mascle